# Le Voide
Le Voide era una comuna francesa, que estaba situada en la región de Países del Loira, departamento de Maine y Loira, que en 1973 pasó a formar parte de la comuna de Vihiers como comuna asociada.

## Historia
El uno de enero de 2016, como parte de la comuna de Vihiers, se unió a las comunas de La Fosse-de-Tigné, Les Cerqueux-sous-Passavant, Nueil-sur-Layon, Tancoigné, Tigné y Trémont, junto con la comuna asociada de Saint-Hilaire-du-Bois, formando la comuna nueva de Lys-Haut-Layon, y pasando las ocho comunas a ser comunas delegadas de la misma.

## Demografía
| Gráfica de evolución demográfica de Le Voide entre 1800 y 2014 |
|                                                                |

Los datos demográficos contemplados en este gráfico de la comuna de Le Voide se han cogido de 1800 a 1968 de la página francesa EHESS/Cassini.